# Nam Nga
 (août 2022).
Nam Nga est un village du Laos situé dans la province de Luang Prabang, dans le district de Ngoy.